# أبو الساعدات الأصبهاني
المولى أبو السعادات بن عبد القاهر بن أسعد الأصبهاني من علماء الشيعة في القرن السابع الهجري.

## تلامذته
- الخواجة نصير الدين الطوسي
- ميثم بن علي البحراني

## وفاته
توفي في صفر سنة 635هـ

## مؤلفاته
- إكسير السعادتين
- توجيه السؤالات لحل الاشكالات .
- منبع الدلائل ومجمع الفضائل.
- رشح الولاء في شرح الدعاء.
- مجمع البحرين ومطلع السعادتين قال المجلسي في سابع عشر البحار: انه جمع فيه بين ما أورده القاضي القضاعي في كتاب الشهاب  الذي هو في كلمات الرسول وما أورده من كلمات أمير المؤمنين في كتاب سماه مجمع البحرين ومطلع السعادتين انتهى، وفي الذريعة اسمه مجمع البحرين في جمع المواعظ والحكم المستخرجة من بحري النبوة والإمامة.[2]